# Damo Suzuki
Kenji Suzuki (16 de enero de 1950-9 de febrero de 2024), más conocido como Damo Suzuki, fue un músico japonés, popular por haber sido el cantante de la agrupación alemana de krautrock, Can.

## Biografía
En su adolescencia, Suzuki pasó los últimos años de la década de 1960 deambulando por Europa, a menudo como músico callejero. Cuando el músico Malcolm Mooney dejó la banda alemana Can después de grabar su primer álbum Monster Movie, Holger Czukay y Jaki Liebezeit se encontraron con Suzuki en Múnich, mientras ambos estaban sentados en la puerta de un café. Le invitaron a unirse al grupo, y así lo hizo, actuando con ellos esa misma noche.
Suzuki formó parte de Can entre 1970 y 1973, y grabó varios álbumes populares del grupo, como Tago Mago, Future Days y Ege Bamyası. La primera interpretación vocal de Suzuki con Can fue "Don't Turn the Light On, Leave Me Alone", del disco Soundtracks. Abandonó el grupo en 1973, y durante la década siguiente dejó la música para dedicarse a otros proyectos.
Volvió a la música en 1983, y lideró lo que se conoce como Damo Suzuki's Network: en sus giras, interpretaba música improvisada en directo con varios artistas locales, a los que se refería como Sound Carriers.

## Vida personal y fallecimiento
Suzuki vivía en Colonia, aunque hacía más conciertos en el Reino Unido y afirmaba que el público británico era más receptivo a su música que el alemán.
Conoció a su esposa Elke Morsbach en Colonia en 1985. A Suzuki le diagnosticaron cáncer de colon en 2014; el documental Energy explora la batalla de Suzuki contra la enfermedad y su relación con Morsbach. Durante su hiato en la música, Suzuki se convirtió en Testigo de Jehová, pero más tarde abandonó la organización y se consideró creyente en la Biblia sin ser miembro de ninguna confesión o iglesia.
Cuando se le preguntó por sus opiniones políticas, Suzuki manifestó su aversión por la política y el sistema policial estadounidenses. También expresó una opinión positiva sobre el Brexit y manifestó una marcada preferencia por el localismo frente a la globalización económica. En la misma entrevista, se mostró crítico con la Unión Europea, prefiriendo la soberanía de las naciones más pequeñas y el regionalismo.
Falleció de cáncer de colon el 9 de febrero de 2024.

## Discografía
- Can – Soundtracks (1970)
- Can – Tago Mago (1971)
- Can – Ege Bamyası (1972)
- Can – Future Days (1973)
- Can – Unlimited Edition (1976)
- Dunkelziffer – In The Night (1984)
- Dunkelziffer – III (1986)
- Can – The Peel Sessions (1995)
- Dunkelziffer – Live (1985 (1997)
- Damo Suzuki's Network – Tokyo on Air West 30.04.97 (1997)
- Damo Suzuki's Network – Tokyo on Air West 02.05.97 (1997)
- Damo Suzuki's Network – Osaka Muse Hall 04.05.97 (1997)
- Damo Suzuki Band – V.E.R.N.I.S.S.A.G.E. (1998)
- Damo Suzuki Band – P.R.O.M.I.S.E. (7CD Box) (1998)
- Damo Suzuki's Network – Seattle (1999)
- Damo Suzuki's Network – Odyssey (2000)
- Damo Suzuki's Network – JPN ULTD Vol.1 (2000)
- Damo Suzuki's Network – Metaphysical Transfer (2001)
- Damo Suzuki's Network – JPN ULTD Vol.2 (2002)
- Cul De Sac / Damo Suzuki – Abhayamudra (2004)
- Sixtoo – Chewing on Glass & Other Miracle Cures (2004)
- Damo Suzuki's Network – Hollyaris (2005)
- Damo Suzuki's Network – 3 Dead People After The Performance (2005)
- Damo Suzuki & Now – The London Evening News (2006)
- Damo Suzuki's Network –  Tutti i colori del silenzio (2006)
- Omar Rodriguez-Lopez & Damo Suzuki – Please Heat This Eventually (2007)
- Safety Magic – Voices (2007)
- Audioscope – Music for a Good Home (2010)
- Damo Suzuki & The Holy Soul – Dead Man Has No 2nd Chance (2010)
- Damo Suzuki & Cuzo – Puedo Ver Tu Mente (2011)
- Damo Suzuki & Congelador – Damo Suzuki + Congelador (2011)
- Damo Suzuki & God Don't Like It Ensemble – Live At Cafe Oto (2011)
- Radio Massacre International – Lost in Transit 4: DAMO (2010)
- Can – The Lost Tapes (2012)
- Damo Suzuki – Seven Potatoes: Live in Nanaimo (2013)
- Damo Suzuki & Øresund Space Collective – Damo Suzuki møder Øresund Space Collective (2014)
- Damo Suzuki & Mugstar – Start From Zero (2015)
- 1-A Düsseldorf – Uraan (2016)
- Damo Suzuki & Black Midi – Live at the Windmill Brixton with 'Sound Carriers' (2018)
- Mugstar & Damo Suzuki – Live at The Invisible Wind Factory (2020)
- Damo Suzuki & Jelly Planet – Glocksee (2020)
- Damo Suzuki, Echo Ensemble – Live at the Green Door Store (2020)
- Damo Suzuki with Numinous Eye & Steve Eto – High School Pharmacy!!! (2021)
- Damo Suzuki & Spiritczualic Enhancement Center – Arkaoda (2022)